# 福氏黑鹂
，是雀形目拟鹂科的一种鸟类，属于单型的福氏黑鹂属（学名：Anumara）。

## 特征
福氏黑鹂体重约65.9克，翼长约10.30厘米，喙宽度约6.6毫米，喙厚度约9.6毫米，嘴峰长约25.2毫米，跗蹠长约29.4毫米，尾长约94.2毫米。
福氏黑鹂是留鸟，栖息在森林，它们是杂食性动物，主要以昆虫、蜘蛛等陆生无脊椎动物为食。它们分布在巴西的极东部。